# Conchostreptus armatus
Conchostreptus armatus är en mångfotingart som först beskrevs av Carl Graf Attems 1950.  Conchostreptus armatus ingår i släktet Conchostreptus och familjen Spirostreptidae. Inga underarter finns listade i Catalogue of Life.